# 安中市

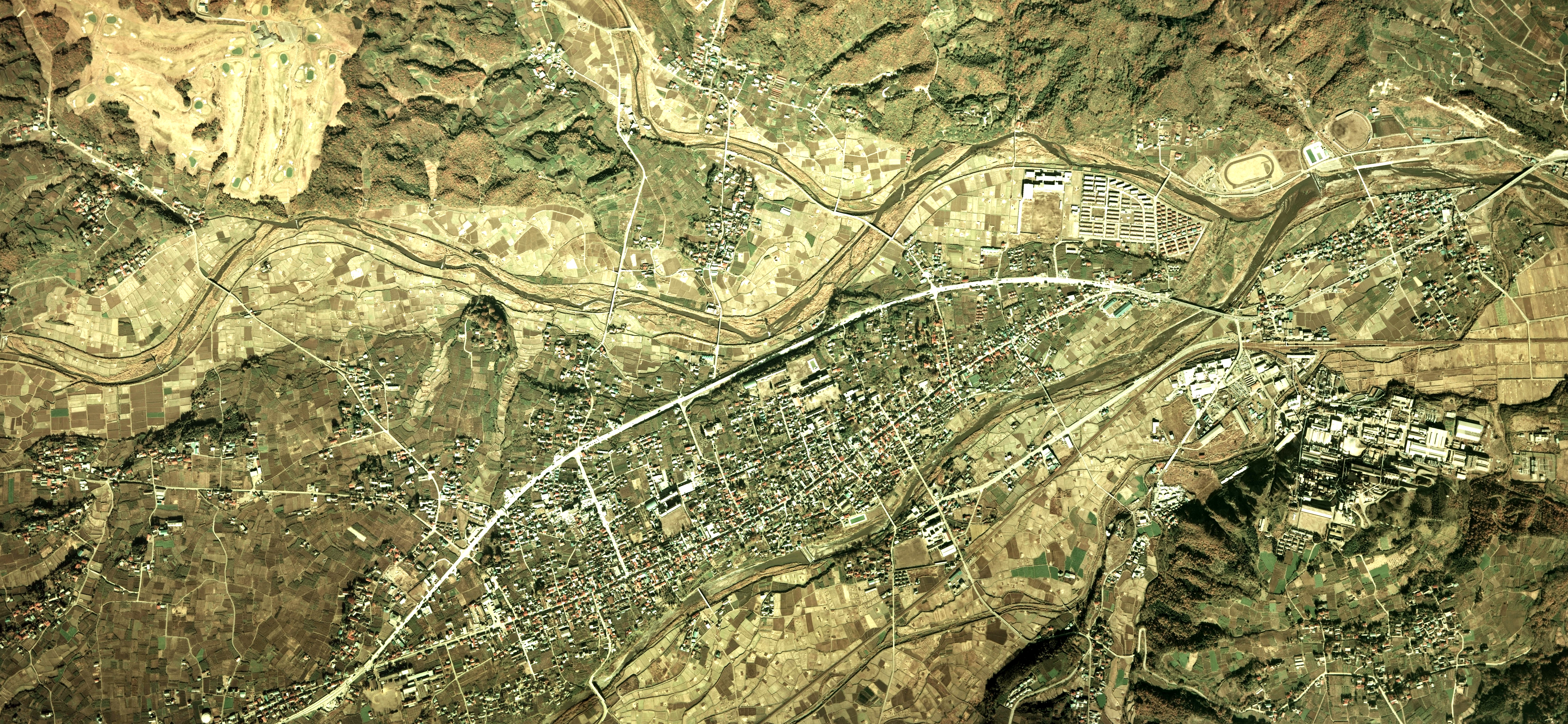
安中市中心部（中山道安中宿）周辺の空中写真。
1975年撮影の4枚を合成作成。。

安中市（あんなかし）は、群馬県南西部にある人口約5万2千人の市。古代には東山道、近世には中山道の宿場（板鼻宿・安中宿・松井田宿・坂本宿）や関所が置かれた交通の要衝である。また、江戸時代には安中藩の城下町であった。

## 地理
碓氷川及びその支流の流域の大部分を市域に含んでいる。
中心市街地付近は関東平野末端の低地であるが、西側は山間地になっており、ダムや人造湖も多い。
特に西端にある長野県との県境、碓氷峠は古来より交通の難所として知られている。
- 山：茶臼山、妙義山
- 河川：碓氷川、九十九川
- 湖沼：碓氷湖、霧積湖、妙義湖

### 隣接している自治体
- 群馬県
  - 高崎市
  - 富岡市
  - 甘楽郡：下仁田町
- 長野県
  - 北佐久郡：軽井沢町

## 歴史
- 1889年（明治22年）4月1日 - 町村制施行に伴い、碓氷郡安中宿・中宿村・小俣村・高別当（こうべっとう）村・古屋村が合併し、安中町が成立する。
- 1935年（昭和10年）9月25日 - 長雨と台風接近による豪雨で昭和10年風水害が発生。碓氷川流域の碓氷郡の町村で合計死者行方不明者83名の被害を受ける[2]。
- 1955年（昭和30年）3月1日 - 碓氷郡安中町・原市町・磯部町・板鼻町・東横野村・岩野谷村・秋間村・後閑村が合併し、新たに安中町となる。
- 1958年（昭和33年）11月1日 - 市制施行により、安中市となる。
- 1995年（平成7年）
  - 2月1日 - 碓氷郡松井田町と境界変更。
  - 5月 - 安中市土地開発公社に配置されていた当市職員が公文書を偽造するなどして群馬銀行から約51億円を詐取していたことが発覚。
- 2003年（平成15年）6月1日 - 甘楽郡妙義町及び碓氷郡松井田町と境界変更。
- 2006年（平成18年）
  - 3月18日 - （旧）安中市・碓氷郡松井田町と合併し、新たに安中市となる。これにより、碓氷郡が消滅。
  - 10月10日 - 当市と高崎市にご当地ナンバーとして「高崎ナンバー」が導入される。

## 人口
| |                                        |  |
| 安中市と全国の年齢別人口分布（2005年） | 安中市の年齢・男女別人口分布（2005年） |  |
| ■紫色 ― 安中市 ■緑色 ― 日本全国 | ■青色 ― 男性 ■赤色 ― 女性              |  |
| 安中市（に相当する地域）の人口の推移 \| 1970年（昭和45年） \| 59,970人 \| \| \| 1975年（昭和50年） \| 61,058人 \| \| \| 1980年（昭和55年） \| 62,274人 \| \| \| 1985年（昭和60年） \| 63,406人 \| \| \| 1990年（平成2年） \| 64,326人 \| \| \| 1995年（平成7年） \| 64,853人 \| \| \| 2000年（平成12年） \| 64,893人 \| \| \| 2005年（平成17年） \| 63,179人 \| \| \| 2010年（平成22年） \| 61,077人 \| \| \| 2015年（平成27年） \| 58,531人 \| \| \| 2020年（令和2年） \| 54,907人 \| \| |                                        |  |
| 総務省統計局 国勢調査より |                                        |  |
| 1970年（昭和45年） | 59,970人                               |  |
| 1975年（昭和50年） | 61,058人                               |  |
| 1980年（昭和55年） | 62,274人                               |  |
| 1985年（昭和60年） | 63,406人                               |  |
| 1990年（平成2年） | 64,326人                               |  |
| 1995年（平成7年） | 64,853人                               |  |
| 2000年（平成12年） | 64,893人                               |  |
| 2005年（平成17年） | 63,179人                               |  |
| 2010年（平成22年） | 61,077人                               |  |
| 2015年（平成27年） | 58,531人                               |  |
| 2020年（令和2年） | 54,907人                               |  |

## 行政

### 歴代市長
旧安中市長
| 代 | 氏名     | 就任                      | 退任                      | 備考 |
| -- | -------- | ------------------------- | ------------------------- | ---- |
| 1  | 田中龍三 | 1958年（昭和33年）11月1日 | 1959年（昭和34年）4月29日 |      |
| 2  | 萩原弘   | 1959年（昭和34年）4月30日 | 1971年（昭和46年）4月29日 |      |
| 3  | 湯浅正次 | 1971年（昭和46年）4月30日 | 1991年（平成3年）4月29日  |      |
| 4  | 小川勝寿 | 1991年（平成3年）4月30日  | 1995年（平成7年）10月13日 |      |
| 5  | 中島博範 | 1995年（平成7年）11月19日 | 2006年（平成18年）3月17日 |      |

安中市長
| 代         | 氏名       | ふりがな        | 就任日                    | 退任日                    |
| ---------- | ---------- | --------------- | ------------------------- | ------------------------- |
| 職務代理者 | 宮下初太郎 |                 | 2006年（平成18年）3月18日 | 2006年（平成18年）4月22日 |
| 初 - 2代   | 岡田義弘   | おかだ よしひろ | 2006年（平成18年）4月23日 | 2014年（平成26年）4月22日 |
| 3 - 4代    | 茂木英子   | もてぎ ひでこ   | 2014年（平成26年）4月23日 | 2022年（令和4年）4月22日  |
| 5代        | 岩井均     |                 | 2022年（令和4年）4月23日  | 現職                      |

## 立法

### 市議会
定数：20

### 県議会
- 選挙区：安中市選挙区
- 定数：2名
- 任期：2023年（令和5年）4月30日 - 2027年（令和9年）4月29日[3]

| 議員名   | 会派名     | 備考         |
| -------- | ---------- | ------------ |
| 粟野好映 | つる舞う   | 党籍は無所属 |
| 伊藤清   | 自由民主党 |              |

### 衆議院
- 任期 ： 2024年（令和6年）10月27日 - 2028年（令和10年）10月26日（「第50回衆議院議員総選挙」参照）

| 選挙区 | 議員名   | 党派名     | 当選回数 | 備考   |
| --- | -------- | ---------- | -------- | ------ |
| 群馬県第5区（安中市、渋川市、富岡市、高崎市〈旧群馬町・箕郷町・榛名町・倉渕村域〉、北群馬郡、甘楽郡、吾妻郡） | 小渕優子 | 自由民主党 | 9        | 選挙区 |

## 姉妹都市・提携都市
- 千葉県安房郡和田町（現・南房総市）
- ブリティッシュ・コロンビア州キンバリー市（カナダ） - 2005年12月16日に友好都市提携をした。

## 地域

### 住所表記
- 安中地域（旧安中市の区域）[4]

→ 安中・安中（1丁目 - 5丁目）・中宿・板鼻（1丁目含む）・岩井・野殿・大谷・上間仁田・下間仁田・鷺宮・中野谷・磯部（1丁目 - 4丁目）・西上磯部・東上磯部・下磯部・大竹・簗瀬・原市・原市（1丁目 - 4丁目）・原市・高別当（こうべっとう）・秋間・秋間みのりが丘・西上秋間・東上秋間・嶺・古屋・小俣・中秋間・下秋間・上後閑・下後閑・郷原（ごうばら）

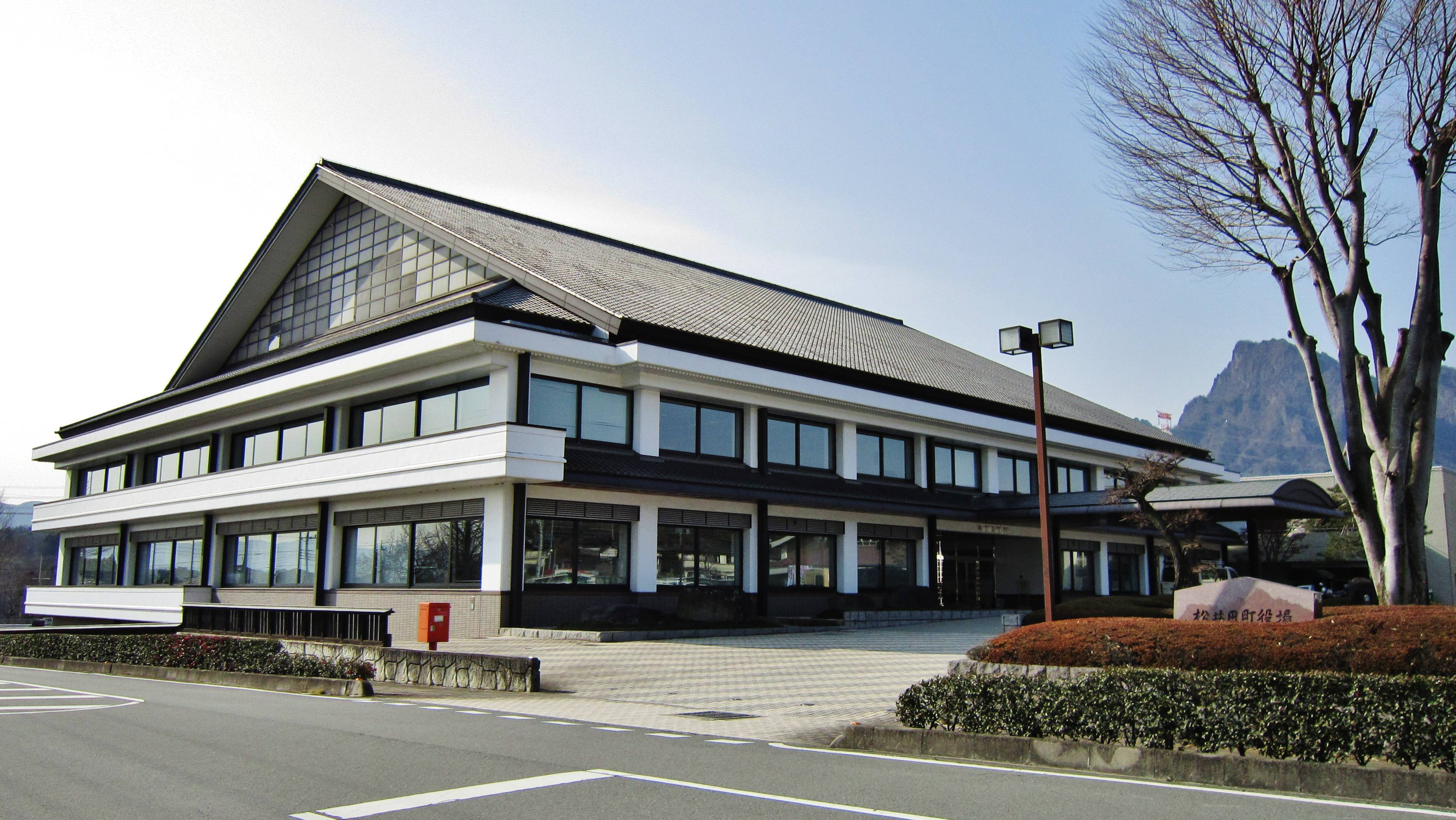
安中市役所松井田支所（旧・松井田町役場）

- 松井田地域（旧松井田町の区域）は町・字名に「松井田町」が付く[5]

→ 人見・二軒在家・松井田・行田（おくなだ）・上増田・下増田・五料・横川・入山・新堀・新井・小日向（おびなた）・北野牧・西野牧・国衙（こくが）・坂本・高梨子（たかなし）・峠・原・土塩（ひじしお）・八城

### 電話番号
市外局番
027…松井田町峠以外地域（高崎MA）
0267…松井田町峠地域（小諸MA）
市内局番
380, 390…新規番号
381, 382…安中・高別当・中宿・板鼻・岩井・秋間・鷺宮・原市地区
384, 385…原市・磯部・郷原・嶺・簗瀬地区
393, 395…松井田町地区（松井田町峠以外）

## 交通

### 鉄道
安中駅から安中市街地まで1.5 - 2km離れている。松井田駅は松井田の市街地から1km程度離れている。
東日本旅客鉄道（JR東日本）
 北陸新幹線
- - 安中榛名駅 -

■信越本線
- - 安中駅 - 磯部駅 - 松井田駅 - 西松井田駅 - 横川駅

- 中心となる駅：安中駅

### バス
- ボルテックスアーク
- JRバス関東
- 安中タクシー
- 高速バス - 西武バス、西武観光バス、千曲バス、日本中央バス

### 道路
高速道路
東日本高速道路（NEXCO東日本）
E18 上信越自動車道
- - 松井田妙義IC - 碓氷軽井沢IC - 横川SA -

一般国道
- 国道18号

## 経済

### 流通
昔は、安中・原市・磯部・松井田・板鼻各地区に商店街を形成していたが、マイカーの普及により空洞化が進み、現在は国道18号線沿いに郊外型大規模店舗の進出が相次いでいる。

### 産業
市の東部に東邦亜鉛安中製錬所がある。一時期にはカドミウムによる汚染が深刻化し問題となった。公害に関しては、安中公害訴訟を参照。また、市の西部（磯部地区）には信越化学工業群馬事業所磯部工場があり、そのまた西1.5km位の所には松井田分工場が有る。安中市はこの二大企業（東邦亜鉛、信越化学工業）に依存するような形になっており、その二大企業に深く関連する企業もある。
- 東邦亜鉛（安中運輸＝運送業）
- 信越化学工業（ボルテックスセイグン＝運送業）

その他企業
- 東邦工業株式会社（嶺）
- 株式会社ホージュン（旧社名・豊順鉱業）（嶺）
- 岡本工作機械製作所本社・北関東営業所（郷原工業団地）
- 東芝電池株式会社碓氷川工場（郷原工業団地）
- フジセイコー株式会社
- おおぎやフーズ（おおぎやラーメンの本部・工場）
- 関東西濃運輸本社・高崎支店（板鼻）
- 安中運輸（安中）
- ボルテックスセイグン（下磯部）
- 新潟運輸安中支店（原市）
- 有田屋（安中）
- おぎのや（松井田町横川）

## 特産品
- 磯部せんべい（磯部温泉からくみ上げられる鉱泉を使い焼き上げられる素朴な煎餅）
- 峠の釜めし（おぎのや製造、横川駅でも販売）
- 梅
- 自性寺焼
- わさび漬

## 教育

### 公立小学校
- 安中市立安中小学校
- 安中市立原市小学校
- 安中市立磯部小学校
- 安中市立東横野小学校
- 安中市立碓東小学校
- 安中市立秋間小学校
- 安中市立後閑小学校
- 安中市立松井田小学校
- 安中市立西横野小学校
- 安中市立細野小学校
- 安中市立九十九小学校
- 安中市立臼井小学校

### 中学校
- 市立
  - 安中市立第一中学校
  - 安中市立第二中学校
  - 安中市立松井田北中学校
  - 安中市立松井田中学校
- 私立
  - 新島学園中学校

### 高等学校
- 県立
  - 群馬県立安中総合学園高等学校
  - 群馬県立松井田高等学校
- 私立
  - 新島学園高等学校

#### 廃校
- 県立
  - 群馬県立蚕糸高等学校後閑分校（1960年廃校）
  - 群馬県立蚕糸高等学校妙義分校（1962年廃校）
  - 群馬県立蚕糸高等学校碓東分校（1968年廃校）
  - 群馬県立安中実業高等学校（1987年、群馬県立蚕糸高等学校から改名し、2006年群馬県立安中高等学校と統合し、群馬県立安中総合学園高等学校となり、2008年完全移行）
  - 群馬県立安中高等学校（2006年群馬県立安中実業高等学校と統合し、群馬県立安中実業高等学校となり、2008年完全移行）

## 名所・旧跡・観光スポット・祭事・催事
- 松井田城（市指定史跡）
- 磯部温泉：「温泉マーク」の発祥の地と呼ばれる。
- 安中原市のスギ並木：上毛かるた「な」の札に「中仙道しのぶ安中杉並木」として詠まれる、国の天然記念物。
- 安政遠足侍マラソン：毎年5月の第二日曜日に開催。安政年間に安中藩が行った藩士の鍛錬のための競技会「安政遠足」（あんせい・とおあし）に端を発している。
- 峠の釜めし：「荻野屋」が製造・販売し、横川駅で販売もされる駅弁。
- 碓氷峠鉄道文化むら
- 旧碓氷峠鉄道施設（重要文化財）：アプト式鉄道時代の橋梁、隧道、建物、土地が国指定の重要文化財となっている。横川駅から旧熊ノ平駅までの廃線跡が遊歩道「アプトの道」として整備され、沿線の各施設を訪れることができる。
  - 碓氷第三橋梁（通称「めがね橋」）
  - 丸山変電所
- 霧積温泉
- 碓氷峠の森公園交流館「峠の湯」
- 碓氷関所跡
- 安中中宿の燈篭人形（重要無形民俗文化財）
- 秋間梅林
- ジャーマンアイリスの丘
- 群馬フラワーハイランド（秋間梅林内）
- 磯部簗（6月 - 9月のシーズンのみ）
- 恵みの湯
- 国民宿舎裏妙義
- 碓氷製糸農業協同組合（日本で二ヶ所だけの製糸工場）
- 羊神社
- 安中教会

## 出身著名人

### あ行
- 阿久津ゆりえ - モデル・女優
- 安齊勇馬 - プロレスラー、安中市アンバサダー第1号。[6][7]
- 石井秀仁 - cali≠gariのヴォーカリスト
- 大手拓次 - 詩人
- 大河原太一郎 - 参議院議員、農林水産大臣、農林水産事務次官
- おかべしづこ - 作詞家、作曲家、ファッションデザイナー
- おかべてつろう - イラストレーター、画家、グラフィックデザイナー

### か行
- 金谷ヒデユキ - お笑いタレント、現在は音楽活動中心
- 粂原圭太郎 - 実業家、競技かるた選手
- 小林馨 (陸上選手) - 陸上競技選手

### さ行
- 阪本孝男 - 陸上競技選手
- 櫻井綾乃 - 女子ラグビー選手
- 関口コオ - 切り絵作家

### た行
- 竹下裕理 - フリーアナウンサー、元南日本放送アナウンサー
- 出口雅之 - グラスバレーのヴォーカリスト
- 富沢英彦 - 陸上競技選手

### な行
- 中島博範 - 元安中市長

### は行
- 堀口星眠 - 俳人

### ま行
- 茂木英子 - 元安中市長
- 湊富士孝行 - 現在は湊親方
- 三宅豊 - ソフトボール選手
- 武者一雄 - 作家

### や行
- 柳澤榮司 - 土木工学者
- 矢端名結 - フリーアナウンサー、元静岡放送アナウンサー
- 湯浅一郎 - 画家
- 湯浅吉郎 - 詩人、近代最初の個人詩集「十二の石塚」刊行
- 湯浅治郎 - 衆議院議員

## 縁のある人物
- 新島襄（江戸生まれ、旧安中藩士）
- 海老名弾正（安中教会牧師）
- 柏木義円（安中教会牧師）

## 関連文献
- 安中市誌編纂委員会 編『安中市誌』安中市誌編纂委員会、1964年12月15日。NDLJP:3035350。(要登録)